# Jindřich Nordgavský
Jindřich Nordgavský či Schweinfurtský (970? – 18. září 1017) byl nordgavský markrabě v letech 994 až 1004 z rodu Babenberků.

## Život
Jindřich se narodil Bertoldovi Schweinfurtskému, pravděpodobnému potomkovi Arnulfa Bavorského, a jeho ženě Eilice z Walbecku.
Když v roce 980 zemřel jeho otec, Jindřich po něm zdědil rodové hrabství. Byl jmenován markrabětem, stejně jako jeho otec, v bavorském Nordgau v roce 994. Roku 1002 hledal u Jindřicha Nordgavského útočiště svržený Boleslav III., kvůli křivdám z minulosti ho však Jindřich zajal a uvrhl do vězení. Ještě téhož roku ovšem Boleslava ze žaláře propustil. V roce 1003 se vzbouřil proti Jindřichu II. a prohlásil, že mu bylo slíbeno vévodství bavorské za jeho podporu. Král deklaroval, že Bavoři měli právo zvolit si svého vévodu. Jindřich se tedy spojil s Boleslavem I. Chrabrým a Boleslavem III. Ryšavým. Přesto byla jeho vzpoura potlačena a on sám byl krátce poté zajat. Král posléze založil bamberskou diecézi, aby zabránil dalším povstáním v této oblasti. Nová diecéze převzala světskou autoritu markraběte v oblasti bavorského Nordgau.
Nakonec to bylo jen společné přesvědčování jak jeho světských, tak církevních vládců, Bernarda I., vévody saského, a Tagina, arcibiskupa magdeburského, který ho smířil s Jindřichem v roce 1004. Jindřich ze Schweinfurtu následně získal nová i stará hrabství před svou smrtí 18. září 1017. Byl pohřben v Schweinfurtu.

## Rodina

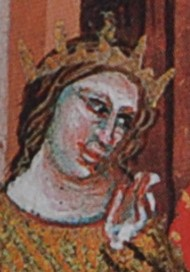
Jitka ze Schweinfurtu, dcera Jindřicha Nordgavského a manželka Břetislava I.

Jindřich si vzal Gerbergu z Grabfeldu, dceru Herberta z Wetterau. Spolu měli tři syny a dvě dcery:
- Ota III. Švábský, později švábský vévoda
- Eilika Schweinfurtská ∞ Bernard II. Saský
- Jitka ze Schweinfurtu ∞ Břetislav I., český kníže
- Burchard, halberstadtský biskup
- Jindřich, hrabě z Nordgau